# Никълъс Рей
Никълъс Рей (на английски: Nicholas Ray) е американски режисьор. 

## Биография
Роден на 7 август 1911 година в Гейлсвил, Уисконсин, като Реймънд Никълъс Кинзъл в семейството на собственик на строително предприятие от немски произход. През 1946 година режисира мюзикъл на Бродуей, а от следващата година работи в киното. Най-известният му филм е „Бунтовник без кауза“ („Rebel Without a Cause“, 1955), за сюжета на който е номиниран за награда Оскар.
Никълъс Рей умира на 16 юни 1979 година в Ню Йорк.

## Избрана филмография
| Година | Филм                | Оригинално заглавие   |
| ------ | ------------------- | --------------------- |
| 1950   | На самотно място    | In a Lonely Place     |
| 1954   | Джони Китарата      | Johnny Guitar         |
| 1955   | Бунтовник без кауза | Rebel Without a Cause |
| 1960   | Невинните диваци    | The Savage Innocents  |
| 1961   | Цар на царете       | King of Kings         |